# Coupe d'Europe de ski alpin 2023-2024
Navigation
2022-2023 2024-2025
La Coupe d'Europe de ski alpin 2023-2024 est la 53e édition de la Coupe d'Europe de ski alpin, compétition de ski alpin organisée annuellement. Selon le calendrier initial elle se déroule du 5 décembre 2023 au 22 mars 2024 dans vingt-huit stations européennes réparties dans neuf pays. Les classements généraux sont remportés par la Suissesse Janine Schmitt (it) et l'Autrichien Manuel Traninger.

## Déroulement de la saison
La saison est prévue pour débuter par deux slaloms géants féminins, un slalom géant et un super G masculin à Zinal du 5 au 8 décembre 2023. Elle est programmée pour comporter dix-huit étapes masculines et seize étapes féminines, conclues par des finales dans les stations norvégiennes d'Hafjell pour les épreuves techniques et de Kvitfjell pour les épreuves de vitesse. Au gré des reports et des annulations ce sont finalement trente-deux courses chez les hommes et trente chez les femmes qui ont lieu (contre respectivement trente-cinq et trente-six épreuves programmées).
La saison démarre d'ailleurs par des annulations, puisque le brouillard et la neige s'invitent à Zinal, obligeant à l'annulation du géant (féminin) d'ouverture prévu le 5 décembre puis du super G masculin le 8. C'est donc l'Autrichienne Nina Astner qui remporte la première course de l'année, imitée le lendemain par le Français Léo Anguenot.
Chez les femmes se sont les Autrichiennes Lisa Grill en vitesse et la Française Doriane Escané sur les épreuves techniques qui dominent le début de saison. Mais début 2024 les deux skieuses se blessent grièvement et mettent un terme prématuré à leurs saison : le 21 janvier Grill chute lors de l’entraînement de la descente d'Orcières Merlette et se blesse au genou, mettant un terme prématuré à sa saison,. Le même jour Escané chute lors du géant de coupe du monde de Jasná et souffre d'une rupture des ligaments croisés du genou gauche, saison terminée également. La Létone Dženifera Ģērmane prend la relève en gagnant les deux slaloms suivants à Zell am See tandis que l'Autrichienne Emily Schöpf (de) remporte les deux descentes d'Orcières. Sur la fin de la saison la Française Karen Smadja-Clément démontre sa polyvalence en remportant une descente (Crans-Montana) puis un géant (Ål). D'autres skieuses comme les italiennes Ilaria Ghisalberti (it) et Sara Thaler (it), la norvégienne Bianca Bakke Westhoff et la Suisse Janine Schmitt (it) sont régulières sur l'ensemble de la saison, et ce sont globalement elles qui terminent en tête des différents classements. Le classement général se joue néanmoins sur la dernière course entre Smadja-Clément, en tête avant la dernière épreuve, Schöpf et Schmitt, et c'est finalement cette dernière qui s'impose pour quatre petits points.
Chez les hommes, toutes disciplines confondues, ce sont les équipes autrichiennes et françaises qui dominent le début de saison avec sept victoires sur les neuf premières courses. Début de saison amputée de ses deux premiers super G à cause des conditions météorologiques. Léo Anguenot est le premier skieur à remporter deux courses, avec le géant de Valloire après celui de Zinal. L'Autrichien Vincent Wieser (it) est le deuxième. Surtout il fait partie des skieurs qui comme le skieur Livio Hiltbrand font preuve de régularité et multiplient les podiums. À l'inverse Anguenot est promu en équipe de France A et se consacre à la coupe du Monde après son succès à Valloire. En super G c'est un autre français, Florian Loriot qui émerge. Après deux podiums dont une victoire à Saalbach-Hinterglemm en janvier 2024, il réalise un doublé à Sella Nevea en février 2024 et s'assure le globe de la spécialité. Mais seulement celui de la spécialité. Car un autre spécialiste de vitesse, l'Autrichien Manuel Traninger, est plus rarement sur le podium (une victoire et deux secondes places) mais est très souvent parmi les cinq meilleurs : huit fois en quatorze courses. Et cette régularité, si elle ne lui permet de remporter aucun des petit globe, le propulse en tête du classement général. En slalom, après un début de saison plus compliqué, le Norvégien Theodor Brækken (it) enchaîne les bons résultats en 2024, avec notamment cinq podiums dont deux victoires. Ils lui assurent le titre de la spécialité et lui permettent de jouer le classement général jusqu'au bout. Mais il échoue pour six points, trop dépendant d'une seule spécialité et doublé à la faveur de la dernière course par Traninger,,. Le classement de descente est lui serré jusqu'au bout et se joue sur la dernière courses où le Suisse Livio Hiltbrand fait coup double en remportant la descente des finales et le globe de la spécialité devant son compatriote Lars Rösti qui était devant lui avant cette ultime course. Un scenario inverse à celui du géant, où l'Allemand Jonas Stockinger (it) doit résister aux retours du Norvégien Jesper Wahlqvist (it) et du Français Diego Orecchioni, vainqueurs de deux des quatre derniers géants de la saison chacun. Mais c'est bien l'Allemand qui s'impose finalement, avec trente-et-un points d'avance sur Wahlqvist et quarante-trois sur Orecchioni.

### Saison des messieurs
35 épreuves sont prévues au départ pour les hommes cette saison (32 sont finalement courues) et se composent de :
- 9 épreuves de descente, 7 courues au final.
- 7 épreuves de super-G, 7 courues au final.
- 10 épreuves de slalom géant, 9 courues au final.
- 9 épreuves de slalom, 9 courues au final.

Ces épreuves se déroulent sur 17 sites.
| \| Valloire Zinal Santa Caterina Obereggen Val di Fassa Sallbach Val Cenis Berchtesgaden Gstaad Maribor Tarvisio Sella Nevea Pass Thurn Stoos Verbier \| Les sites des compétitions situés dans les Alpes |
| Valloire Zinal Santa Caterina Obereggen Val di Fassa Sallbach Val Cenis Berchtesgaden Gstaad Maribor Tarvisio Sella Nevea Pass Thurn Stoos Verbier                                                        |

| \| Kläppen Trysil Hafjell Kvitfjell Bjelasnica \| Les sites des compétitions hors Alpes |
| Kläppen Trysil Hafjell Kvitfjell Bjelasnica                                             |

### Saison des dames
36 épreuves sont prévues au départ pour les dames cette saison (30 sont finalement courues) et se composent de :
- 9 épreuves de descente, 7 courues au final.
- 7 épreuves de super-G, 6 courues au final.
- 10 épreuves de slalom géant, 7 courues au final.
- 10 épreuves de slalom, 10 courues au final.

Ces épreuves se déroulent sur 15 sites.
| \| Valle Aurina Zinal Passo San Pellegrino Crans-Montana Saint-Moritz Orcières Sestrières Zell am See Saint-Anton Malbun Oberjoch Sarntal \| Les sites des compétitions situés dans les Alpes |
| Valle Aurina Zinal Passo San Pellegrino Crans-Montana Saint-Moritz Orcières Sestrières Zell am See Saint-Anton Malbun Oberjoch Sarntal                                                        |

| \| Kläppen Ål Norefjell Hafjell Kvitfjell \| Les sites des compétitions hors Alpes |
| Kläppen Ål Norefjell Hafjell Kvitfjell                                             |

## Classement général
Quatre points entre la meilleure skieuse de la saison et sa dauphine, six entre le meilleur et son dauphin : les deux classement généraux se sont joués jusqu'au bout, et sacrent la Suisse Janine Schmitt (it) et l'Autrichien Manuel Traninger,. À noter que chez les hommes on retrouve cinq autrichiens dans le top-10, dont deux sur le podium.
| Rang | Nom                       | Points | Victoire(s) | Podium(s) |
| ---- | ------------------------- | ------ | ----------- | --------- |
| 1    | Manuel Traninger          | 588    | 2           | 3         |
| 2    | Theodor Brækken (it)      | 582    | 2           | 5         |
| 3    | Vincent Wieser (it)       | 519    | 2           | 3         |
| 4    | Giovanni Franzoni         | 495    | 0           | 3         |
| 5    | Stefan Eichberger (it)    | 490    | 0           | 2         |
| 6    | Eirik Hystad Solberg (it) | 473    | 1           | 2         |
| 7    | Felix Hacker (it)         | 451    | 1           | 1         |
| 8    | Emanuele Buzzi            | 449    | 0           | 1         |
| 9    | Stefan Rieser             | 446    | 1           | 2         |
| 10   | Fabian Ax Swartz (it)     | 435    | 1           | 5         |

| Rang | Nom                    | Points | Victoire(s) | Podium(s) |
| ---- | ---------------------- | ------ | ----------- | --------- |
| 1    | Janine Schmitt (it)    | 552    | 0           | 2         |
| 2    | Karen Smadja-Clément   | 548    | 2           | 2         |
| 3    | Emily Schöpf (it)      | 531    | 2           | 4         |
| 4    | Magdalena Egger        | 522    | 0           | 3         |
| 5    | Bianca Bakke Westhoff  | 494    | 0           | 4         |
| 6    | Nicole Good            | 454    | 1           | 4         |
| 7    | Doriane Escané         | 450    | 3           | 4         |
| 8    | Stefanie Grob          | 436    | 0           | 2         |
| 9    | Emilia Mondinelli (it) | 424    | 1           | 2         |
| 10   | Lara Della Mea         | 419    | 1           | 4         |

## Classements de chaque discipline
Les noms en gras remportent les titres des disciplines.

### Descente
| Rang | Nom                    | Points | Victoire(s) | Podium(s) |
| ---- | ---------------------- | ------ | ----------- | --------- |
| 1    | Livio Hiltbrand        | 352    | 1           | 3         |
| 2    | Lars Rösti             | 340    | 2           | 3         |
| 3    | Stefan Rieser          | 318    | 1           | 2         |
| 4    | Manuel Traninger       | 312    | 1           | 3         |
| 5    | Vincent Wieser (it)    | 282    | 1           | 2         |
| 6    | Nicolò Molteni (it)    | 264    | 1           | 2         |
| 7    | Wiley Maple            | 255    |             |           |
| 8    | Stefan Eichberger (it) | 221    |             |           |
| 9    | Christoph Krenn        | 212    |             | 2         |
| 10   | Felix Hacker (it)      | 194    |             |           |

| Rang | Nom                  | Points | Victoire(s) | Podium(s) |
| ---- | -------------------- | ------ | ----------- | --------- |
| 1    | Emily Schöpf (it)    | 452    | 2           | 4         |
| 2    | Sara Thaler (it)     | 368    | 2           | 4         |
| 3    | Karen Smadja-Clément | 264    | 1           | 1         |
| 4    | Magdalena Egger      | 255    |             | 1         |
| 5    | Lisa Grill           | 200    | 2           | 2         |
| 6    | Nadia Delago         | 195    | 1           | 1         |
| 6    | Janine Schmitt (it)  | 195    |             |           |
| 8    | Anna Schilcher (it)  | 154    |             |           |
| 9    | Nadine Kapfer (it)   | 139    |             | 1         |
| 10   | Elvedina Muzaferija  | 136    | 1           | 1         |
| 10   | Nadine Fest          | 136    |             |           |

### Super G
| Rang | Nom                    | Points | Victoire(s) | Podium(s) |
| ---- | ---------------------- | ------ | ----------- | --------- |
| 1    | Florian Loriot         | 416    | 3           | 4         |
| 2    | Giovanni Franzoni      | 310    |             | 3         |
| 3    | Manuel Traninger       | 276    |             |           |
| 4    | Stefan Eichberger (it) | 369    |             | 2         |
| 5    | Emanuele Buzzi         | 268    |             | 1         |
| 6    | Felix Hacker (it)      | 257    | 1           | 1         |
| 7    | Vincent Wieser (it)    | 237    | 1           | 1         |
| 8    | Adrien Fresquet        | 180    |             | 1         |
| 8    | Christoph Krenn        | 180    |             | 3         |
| 10   | Nicolò Molteni (it)    | 160    |             | 1         |
| 10   | Sam Alphand            | 160    |             |           |

| Rang | Nom                  | Points | Victoire(s) | Podium(s) |
| ---- | -------------------- | ------ | ----------- | --------- |
| 1    | Janine Schmitt (it)  | 270    |             | 1         |
| 2    | Magdalena Egger      | 234    |             | 2         |
| 3    | Vicky Bernardi (it)  | 218    | 1           | 1         |
| 4    | Malorie Blanc        | 216    |             | 1         |
| 5    | Tifany Roux          | 193    | 1           | 1         |
| 6    | Sara Allemand        | 178    |             |           |
| 7    | Karen Smadja-Clément | 171    |             |           |
| 8    | Patricia Mangan      | 169    |             |           |
| 9    | Asja Zenere          | 160    | 1           | 1         |
| 10   | Anna Schilcher (it)  | 151    |             |           |

### Géant
| Rang | Nom                       | Points | Victoire(s) | Podium(s) |
| ---- | ------------------------- | ------ | ----------- | --------- |
| 1    | Jonas Stockinger (it)     | 370    |             | 2         |
| 2    | Jesper Wahlqvist (it)     | 339    | 2           | 3         |
| 3    | Diego Orecchioni          | 327    | 2           | 2         |
| 4    | Simon Talacci             | 321    |             | 2         |
| 5    | Noel Zwischenbrugger (de) | 299    | 1           | 2         |
| 6    | Flavio Vitale             | 289    |             | 2         |
| 7    | Marco Fischbacher (it)    | 286    |             | 1         |
| 8    | Christian Borgnaes (de)   | 237    | 1           | 2         |
| 9    | Léo Anguenot              | 224    | 2           | 2         |
| 10   | Fadri Janutin             | 217    | 1           | 1         |

| Rang | Nom                     | Points | Victoire(s) | Podium(s) |
| ---- | ----------------------- | ------ | ----------- | --------- |
| 1    | Ilaria Ghisalberti (it) | 330    | 1           | 2         |
| 2    | Stefanie Grob           | 322    |             | 2         |
| 3    | Lara Della Mea          | 287    | 1           | 4         |
| 4    | Marte Monsen            | 275    | 1           | 2         |
| 5    | Nina Astner             | 262    | 1           | 3         |
| 6    | Lisa Nyberg (de)        | 221    |             |           |
| 7    | Selina Egloff (de)      | 218    |             |           |
| 8    | Doriane Escané          | 200    | 2           | 2         |
| 9    | Fabiana Dorigo          | 195    |             | 1         |
| 10   | Liv Ceder (it)          | 178    | 1           | 1         |

### Slalom
| Rang | Nom                       | Points | Victoire(s) | Podium(s) |
| ---- | ------------------------- | ------ | ----------- | --------- |
| 1    | Theodor Brækken (it)      | 559    | 2           | 5         |
| 2    | Fabian Ax Swartz (it)     | 435    | 1           | 5         |
| 3    | Eduard Hallberg (it)      | 336    | 2           | 2         |
| 4    | Eirik Hystad Solberg (it) | 334    | 1           | 2         |
| 5    | Tanguy Nef                | 330    |             |           |
| 6    | Matthias Iten (it)        | 240    |             | 2         |
| 7    | Reto Schmidiger           | 216    | 1           | 2         |
| 8    | Noel von Grünigen         | 213    |             | 2         |
| 9    | Hans Grahl-Madsen (it)    | 198    |             |           |
| 10   | Simon Rueland (it)        | 175    |             |           |

| Rang | Nom                    | Points | Victoire(s) | Podium(s) |
| ---- | ---------------------- | ------ | ----------- | --------- |
| 1    | Bianca Bakke Westhoff  | 456    |             | 4         |
| 2    | Nicole Good            | 444    | 1           | 4         |
| 3    | Emilia Mondinelli (it) | 415    | 1           | 2         |
| 4    | Marion Chevrier        | 301    |             | 1         |
| 5    | Moa Boström Müssener   | 285    |             | 1         |
| 6    | Elena Stoffel          | 277    | 1           | 2         |
| 7    | Marie Lamure           | 276    |             | 2         |
| 8    | Charlie Guest          | 268    |             | 2         |
| 9    | Doriane Escané         | 250    | 1           | 2         |
| 10   | Hanna Aronsson Elfman  | 240    | 2           | 2         |

## Calendrier et résultats

### Messieurs
| No      | Lieu                       | Date             | Épreuve  | Vainqueur                                                                                               | Deuxième                                                                                                | Troisième                                                                                               |
| ------- | -------------------------- | ---------------- | -------- | --- | --- | --- |
| 1       | Zinal                      | 7 décembre 2023  | Géant    | Léo Anguenot                                                                                            | Fabian Gratz (it)                                                                                       | Livio Simonet                                                                                           |
| -       | Zinal                      | 8 décembre 2023  | Super G  | Annulé à cause de la neige et du brouillard et repris le 8 mars 2024 à Verbier                          | Annulé à cause de la neige et du brouillard et repris le 8 mars 2024 à Verbier                          | Annulé à cause de la neige et du brouillard et repris le 8 mars 2024 à Verbier                          |
| 2       | Santa Caterina di Valfurva | 14 décembre 2023 | Descente | Vincent Wieser (it)                                                                                     | Manuel Traninger                                                                                        | Livio Hiltbrand                                                                                         |
| 3       | Santa Caterina di Valfurva | 15 décembre 2023 | Descente | Stefan Rieser                                                                                           | Vincent Wieser (it)                                                                                     | Livio Hiltbrand                                                                                         |
| -       | Santa Caterina di Valfurva | 15 décembre 2023 | Super G  | Annulé à cause des conditions météorologiques et reprise le 10 janvier 2024 à Santa Caterina.           | Annulé à cause des conditions météorologiques et reprise le 10 janvier 2024 à Santa Caterina.           | Annulé à cause des conditions météorologiques et reprise le 10 janvier 2024 à Santa Caterina.           |
| 4       | Val di Fassa               | 17 décembre 2023 | Slalom   | Steven Amiez                                                                                            | Linus Straßer                                                                                           | Fabian Ax Swartz (it)                                                                                   |
| 5       | Obereggen                  | 19 décembre 2023 | Slalom   | Reto Schmidiger                                                                                         | Matthias Iten (it)                                                                                      | Eirik Hystad Solberg (it)                                                                               |
| 6       | Valloire                   | 21 décembre 2023 | Géant    | Christian Borgnaes (de)                                                                                 | Simon Talacci                                                                                           | Joshua Sturm                                                                                            |
| 7       | Valloire                   | 22 décembre 2023 | Géant    | Léo Anguenot                                                                                            | Christian Borgnæs (en)                                                                                  | Flavio Vitale                                                                                           |
| 8       | Saalbach-Hinterglemm       | 10 janvier 2024  | Super G, | Florian Loriot                                                                                          | Adrien Fresquet                                                                                         | Giovanni Borsotti                                                                                       |
| 9       | Saalbach-Hinterglemm       | 12 janvier 2024  | Super G  | Felix Hacker (it)                                                                                       | Rémi Cuche (it)                                                                                         | Florian Loriot                                                                                          |
| -       | Saalbach-Hinterglemm       | 12 janvier 2024  | Descente | Annulées.                                                                                               | Annulées.                                                                                               | Annulées.                                                                                               |
| -       | Saalbach-Hinterglemm       | 12 janvier 2024  | Descente | Annulées.                                                                                               | Annulées.                                                                                               | Annulées.                                                                                               |
| 10      | Berchtesgaden              | 13 janvier 2024  | Slalom   | Eirik Hystad Solberg (it)                                                                               | Emil Pettersson (it)                                                                                    | Reto Schmidiger                                                                                         |
| 11      | Berchtesgaden              | 14 janvier 2024  | Slalom   | Fadri Janutin                                                                                           | Theodor Brækken (it)                                                                                    | Noel von Grünigen                                                                                       |
| 12      | Val Cenis                  | 17 janvier 2024  | Géant    | Fabian Gratz (it)                                                                                       | Livio Simonet                                                                                           | Simon Talacci                                                                                           |
| -       | Val Cenis                  | 18 janvier 2024  | Géant    | Épreuve annulée à cause des mauvaises conditions météorologiques (neige et brouillard).                 | Épreuve annulée à cause des mauvaises conditions météorologiques (neige et brouillard).                 | Épreuve annulée à cause des mauvaises conditions météorologiques (neige et brouillard).                 |
| 13      | Tarvisio                   | 22 janvier 2024  | Super G  | Vincent Wieser (it)                                                                                     | Stefan Eichberger (it)                                                                                  | Christoph Krenn                                                                                         |
| 14      | Tarvisio                   | 25 janvier 2024  | Descente | Lars Rösti                                                                                              | Luis Vogt (de)                                                                                          | Marco Pfiffner                                                                                          |
| 15      | Tarvisio                   | 26 janvier 2024  | Descente | Nicolò Molteni (it)                                                                                     | Lars Rösti                                                                                              | Adrien Fresquet                                                                                         |
| 16      | Gstaad                     | 5 février 2024   | Slalom   | Fabian Ax Swartz (it)                                                                                   | Theodor Brækken (it)                                                                                    | Matthias Iten (it)                                                                                      |
| 17      | Gstaad                     | 6 février 2024   | Slalom   | Theodor Brækken (it)                                                                                    | Tanguy Nef                                                                                              | Fabian Ax Swartz (it)                                                                                   |
| -       | Maribor                    | 12 février 2024  | Géant    | Épreuves annullées.                                                                                     | Épreuves annullées.                                                                                     | Épreuves annullées.                                                                                     |
| -       | Maribor                    | 13 février 2024  | Géant    | Épreuves annullées.                                                                                     | Épreuves annullées.                                                                                     | Épreuves annullées.                                                                                     |
| -       | Bjelašnica                 | 16 février 2024  | Super G  | Épreuves annullées en raison de températures trop élevées et reprise à Sella Nevea la semaine suivante. | Épreuves annullées en raison de températures trop élevées et reprise à Sella Nevea la semaine suivante. | Épreuves annullées en raison de températures trop élevées et reprise à Sella Nevea la semaine suivante. |
| -       | Bjelašnica                 | 17 février 2024  | Super G  | Épreuves annullées en raison de températures trop élevées et reprise à Sella Nevea la semaine suivante. | Épreuves annullées en raison de températures trop élevées et reprise à Sella Nevea la semaine suivante. | Épreuves annullées en raison de températures trop élevées et reprise à Sella Nevea la semaine suivante. |
| 18      | Sella Nevea                | 21 février 2024  | Super G, | Florian Loriot                                                                                          | Giovanni Franzoni                                                                                       | Christoph Krenn                                                                                         |
| 19      | Sella Nevea                | 22 février 2024  | Super G, | Florian Loriot                                                                                          | Giovanni Franzoni                                                                                       | Christoph Krenn                                                                                         |
| 20      | Pass Thurn (de)            | 26 février 2024  | Géant    | Noel Zwischenbrugger (de)                                                                               | Flavio Vitale                                                                                           | Hans Grahl-Madsen (it)                                                                                  |
| 21      | Pass Thurn (de)            | 27 février 2024  | Géant    | Jesper Wahlqvist (it)                                                                                   | Jonas Stockinger (it)                                                                                   | Noel Zwischenbrugger (de)                                                                               |
| -       | Stoos                      | 29 février 2024  | Super G  | Épreuves annulées à cause de mauvaises conditions d'enneigement (neige trop chaude et trop molle)       | Épreuves annulées à cause de mauvaises conditions d'enneigement (neige trop chaude et trop molle)       | Épreuves annulées à cause de mauvaises conditions d'enneigement (neige trop chaude et trop molle)       |
| -       | Stoos                      | 1er mars 2024    | Super G  | Épreuves annulées à cause de mauvaises conditions d'enneigement (neige trop chaude et trop molle)       | Épreuves annulées à cause de mauvaises conditions d'enneigement (neige trop chaude et trop molle)       | Épreuves annulées à cause de mauvaises conditions d'enneigement (neige trop chaude et trop molle)       |
| 22      | Verbier                    | 5 mars 2024      | Descente | Manuel Traninger                                                                                        | Christoph Krenn                                                                                         | Stefan Rieser                                                                                           |
| 23      | Verbier                    | 7 mars 2024      | Descente | Lars Rösti                                                                                              | Manuel Traninger                                                                                        | Christoph Krenn                                                                                         |
| 24      | Verbier                    | 8 mars 2024      | Super G  | Arnaud Boisset                                                                                          | Emanuele Buzzi                                                                                          | Stefan Eichberger (it)                                                                                  |
| 25      | Kläppen                    | 10 mars 2024     | Slalom   | Eduard Hallberg (it)                                                                                    | Tanguy Nef                                                                                              | Fabian Ax Swartz (it)                                                                                   |
| 26      | Kläppen                    | 11 mars 2024     | Slalom   | Theodor Bräkken (it)                                                                                    | Noel von Grünigen                                                                                       | Joaquim Salarich                                                                                        |
| 27      | Trysil                     | 13 mars 2024     | Géant    | Jesper Wahlqvist (it)                                                                                   | Stefan Luitz                                                                                            | Fredrik Möller (it)                                                                                     |
| 28      | Trysil                     | 14 mars 2024     | Géant    | Diego Orecchioni                                                                                        | Hannes Zingerle (it)                                                                                    | Jonas Stockinger (it)                                                                                   |
| Finales |                            |                  |          | | | |
| 29      | Hafjell                    | 17 mars 2024     | Slalom   | Eduard Hallberg (de)                                                                                    | Theodor Brækken (it)                                                                                    | Fabian Ax Swartz (it)                                                                                   |
| 30      | Hafjell                    | 18 mars 2024     | Géant    | Diego Orecchioni                                                                                        | Jesper Wahlqvist (it)                                                                                   | Marco Fischbacher (it)                                                                                  |
| 31      | Kvitfjell                  | 21 mars 2024     | Descente | Livio Hiltbrand                                                                                         | Nicolò Molteni (it)                                                                                     | Marco Pfiffner                                                                                          |
| 32      | Kvitfjell                  | 22 mars 2024     | Super G  | Jacob Schramm Nicolò Molteni (it)                                                                       | Jacob Schramm Nicolò Molteni (it)                                                                       | Giovanni Franzoni                                                                                       |

### Dames
| No      | Lieu                  | Date             | Épreuve  | Vainqueur                                                   | Deuxième                                                    | Troisième                                                   |
| ------- | --------------------- | ---------------- | -------- | ----------------------------------------------------------- | ----------------------------------------------------------- | ----------------------------------------------------------- |
| -       | Zinal                 | 5 décembre 2023  | Géant    | Annulé en raison de la météo.                               | Annulé en raison de la météo.                               | Annulé en raison de la météo.                               |
| 1       | Zinal                 | 6 décembre 2023  | Géant    | Nina Astner                                                 | Stefanie Grob                                               | Janine Schmitt (it)                                         |
| 2       | Mayrhofen             | 9 décembre 2023  | Géant    | Liv Ceder (it)                                              | Lara Della Mea                                              | Marie Lamure                                                |
| 3       | Mayrhofen             | 10 décembre 2023 | Slalom   | Lara Della Mea                                              | Martina Peterlini                                           | Nicole Good                                                 |
| 4       | Saint-Moritz          | 12 décembre 2023 | Super G  | Lisa Grill                                                  | Valérie Grenier                                             | Patricia Mangan                                             |
| -       | Saint-Moritz          | 13 décembre 2023 | Super G  | Annulé à cause des conditions météorologiques.              | Annulé à cause des conditions météorologiques.              | Annulé à cause des conditions météorologiques.              |
| 5       | Valle Aurina          | 15 décembre 2023 | Slalom   | Nicole Good                                                 | Lisa Hörhager (it)                                          | Doriane Escané                                              |
| 6       | Valle Aurina          | 16 décembre 2023 | Slalom   | Doriane Escané                                              | Nicole Good                                                 | Marion Chevrier                                             |
| 7       | Col de San Pellegrino | 20 décembre 2023 | Descente | Lisa Grill                                                  | Emily Schöpf (de)                                           | Nicol Delago                                                |
| 8       | Col de San Pellegrino | 21 décembre 2023 | Descente | Lisa Grill                                                  | Emily Schöpf (de)                                           | Sara Thaler (it)                                            |
| -       | Col de San Pellegrino | 22 décembre 2023 | Super G  | Annulé à cause des conditions météorologiques.              | Annulé à cause des conditions météorologiques.              | Annulé à cause des conditions météorologiques.              |
| 9       | Sestrières            | 8 janvier 2024   | Géant    | Doriane Escané                                              | Stefanie Grob                                               | Nina Astner                                                 |
| 10      | Sestrières            | 9 janvier 2024   | Géant    | Doriane Escané                                              | Nina Astner                                                 | Lara Della Mea                                              |
| 11      | Zell am See           | 12 janvier 2024  | Slalom   | Dženifera Ģērmane                                           | Bianca Bakke Westhoff                                       | Charlie Guest                                               |
| 12      | Zell am See           | 13 janvier 2024  | Slalom   | Dženifera Ģērmane                                           | Bianca Bakke Westhoff                                       | Clarisse Brèche                                             |
| -       | Sankt Anton           | 17 janvier 2027  | Descente | Épreuves annulées.                                          | Épreuves annulées.                                          | Épreuves annulées.                                          |
| -       | Sankt Anton           | 18 janvier 2024  | Descente | Épreuves annulées.                                          | Épreuves annulées.                                          | Épreuves annulées.                                          |
| 13      | Orcières              | 23 janvier 2024  | Descente | Emily Schöpf (de)                                           | Sara Thaler (it)                                            | Nadine Kapfer (it)                                          |
| 14      | Orcières              | 24 janvier 2024  | Descente | Emily Schöpf (de)                                           | Sara Thaler (it)                                            | Garance Meyer                                               |
| 15      | Orcières              | 25 janvier 2024  | Super G  | Vicky Bernardi (it)                                         | Janine Schmitt (it)                                         | Malorie Blanc                                               |
| 16      | Crans-Montana         | 11 février 2024  | Descente | Karen Smadja-Clément                                        | Ester Ledecká                                               | Nadine Fest                                                 |
| 17      | Crans-Montana         | 11 février 2024  | Descente | Elvedina Muzaferija                                         | Patricia Mangan                                             | Delia Durrer                                                |
| 18      | Malbun                | 21 février 2024  | Slalom   | Leona Popović                                               | Charlie Guest                                               | Emilia Mondinelli (it)                                      |
| 19      | Malbun                | 22 février 2024  | Slalom   | Hanna Aronsson Elfman                                       | Nicole Good                                                 | Moa Boström Müssener                                        |
| -       | Oberjoch              | 24 février 2024  | Géant    | Épreuves annulées en raison de trop fortes chutes de neige. | Épreuves annulées en raison de trop fortes chutes de neige. | Épreuves annulées en raison de trop fortes chutes de neige. |
| -       | Oberjoch              | 25 février 2024  | Géant    | Épreuves annulées en raison de trop fortes chutes de neige. | Épreuves annulées en raison de trop fortes chutes de neige. | Épreuves annulées en raison de trop fortes chutes de neige. |
| 20      | Sarntal               | 29 février 2024  | Super G  | Asja Zenere                                                 | Magdalena Egger                                             | Isabella Pedrazzi                                           |
| -       | Sarntal               | 1er mars 2024    | Super G  | Épreuve annulée en raison des conditions météo              | Épreuve annulée en raison des conditions météo              | Épreuve annulée en raison des conditions météo              |
| 21      | Ål                    | 10 mars 2024     | Géant    | Ilaria Ghisalberti (it)                                     | June Brand                                                  | Marte Monsen                                                |
| 22      | Ål                    | 11 mars 2024     | Géant    | Karen Smadja-Clément                                        | Charlotte Lingg                                             | Fabiana Dorigo                                              |
| 23      | Norefjell             | 13 mars 2024     | Slalom   | Hanna Aronsson Elfman                                       | Bianca Bakke Westhoff                                       | Marie Lamure                                                |
| 24      | Norefjell             | 14 mars 2024     | Slalom   | Emilia Mondinelli (it)                                      | Elena Stoffel                                               | Cornelia Öhlund                                             |
| Finales |                       |                  |          |                                                             |                                                             |                                                             |
| 25      | Hafjell               | 16 mars 2024     | Slalom   | Elena Stoffel                                               | Bianca Bakke Westhoff                                       | Kristin Lysdahl                                             |
| 26      | Hafjell               | 17 mars 2024     | Géant    | Marte Monsen                                                | Lara Della Mea                                              | Ilaria Ghisalberti (it)                                     |
| 27      | Kvitfjell             | 21 mars 2024     | Descente | Nadia Delago                                                | Magdalena Egger                                             | Sara Thaler (it)                                            |
| 28      | Kvitfjell             | 22 mars 2024     | Super G  | Tifany Roux                                                 | Magdalena Egger                                             | Nadia Delago                                                |